# Joint Task Force Guantanamo

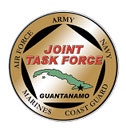
Logo der JTF-GTMO

Die Joint Task Force Guantanamo (JTF-GTMO) (dt. etwa „Vereinigte Einsatzgruppe Guantanamo“) ist ein teilstreitkraftübergreifendes Kommando der US-Streitkräfte, das im Osten von Kuba, in der Guantánamo-Bucht, stationiert ist. Die Einheit fungiert als Betreiber des Internierungslagers Camp Delta im Guantanamo Bay Naval Base, in das seit dem 11. September 2001 gefangene Terrorverdächtige aus Afghanistan und dem Irak gebracht werden. 
Die JTF-GTMO ist dem US Southern Command direkt unterstellt. JTF-GTMO wurde im November 2002 aufgestellt und aus der Task Force 160 und 170 gebildet.
Derzeitiger Kommandeur ist Brigadier General Michael Lehnert.